# Folkocracy
Folkocracy è un album in studio del cantautore canadese Rufus Wainwright, pubblicato nel 2023.

## Tracce
1. Alone (featuring Madison Cunningham) – 3:14 (Ewan MacColl)
2. Heading for Home (featuring John Legend) – 4:22 (Peggy Seeger)
3. Twelve-Thirty (Young Girls Are Coming to the Canyon) (featuring Susanna Hoffs, Chris Stills & Sheryl Crow) – 3:42 (John E.A. Phillips)
4. Down in the Willow Garden (featuring Brandi Carlile) – 3:05 (Charlie Monroe)
5. Shenandoah – 3:17 (Traditional)
6. Nacht und Träume – 2:41 (Franz Schubert, Matthäus von Collin)
7. Harvest (featuring Andrew Bird & Chris Stills) – 3:03 (Neil Young)
8. Going to a Town (featuring Anohni) – 4:16 (Rufus Wainwright)
9. High on a Rocky Ledge (featuring David Byrne) – 4:25 (Louis Hardin)
10. Kaulana Nā Pua (featuring Nicole Scherzinger) – 3:37 (Ellen Keho'ohiwaokalani Wright Prendergast)
11. Hush Little Baby (featuring Martha Wainwright & Lucy Wainwright Roche) – 3:54 (Traditional)
12. Black Gold (featuring Van Dyke Parks) – 4:40 (Van Dyke Parks)
13. Cotton Eyed Joe (featuring Chaka Khan) – 3:15 (Traditional)
14. Arthur McBride – 7:33 (Traditional)
15. Wild Mountain Thyme (featuring Anna McGarrigle, Chaim Tannenbaum, Lily Lanken, Lucy Wainwright Roche & Martha Wainwright) – 5:46 (Traditional)

## Classifiche
| Classifica (2023)                      | Posizione raggiunta |
| -------------------------------------- | ------------------- |
| Regno Unito (UK Album Downloads Chart) | 23                  |